# Jesper Törnqvist
Jesper Törnqvist, född 1985 i Kimito kommun i Egentliga Finland, är en finländsk fotbollsspelare som sedan januari 2013 spelar i norska IL Hødd.
Törnqvists moderklubb är Kimito sportförening eller KSF. Efter att man upptäckte hans talang blev han uppköpt av det finska ligalaget FC Inter Åbo och han har även spelat för FF Jaro. 2008 blev han uppköpt av Umeå FC. Säsongerna 2008-2010 spelade Törnqvist i Umeå. Säsongen 2011 spelade Törnqvist i New Orleans Jesters. Alta IF i Adeccoligan i Norge var hans klubb 2012. I januari 2013 gick Törnqvist till dem regerande cupmästarna i Norge, IL Hødd.